# Sati (buddismo)
Nel buddismo, la parola pāli sati (in sanscrito स्मृति, smṛti; in sino-giapponese 念, pronuncia cinese nian, giapponese on'yomi nen o nem, in occidente reso anche con la parola inglese mindfulness) significa "consapevolezza, attenzione consapevole, studio attento", ed indica una facoltà spirituale o psicologica (indriya) che costituisce una parte essenziale della pratica buddista. È il primo dei Sette Fattori dell'illuminazione. La "retta consapevolezza" (pali: sammā-sati, sanscrito samyak-smṛti), o "retta presenza mentale, retta concentrazione", è il settimo elemento del Nobile Ottuplice Sentiero, il quale costituisce l'ultima delle Quattro nobili verità esposte dal Buddha. La meditazione buddista incentrata sul sati è la vipassana.
Secondo Robert Sharf, il significato di questi termini è stato oggetto di ampio dibattito e discussione. Smṛti originariamente significava "ricordare", "tenere a mente", come nella tradizione vedica di ricordare testi sacri. Il termine sati significa anche "da ricordare". Nel Satipaţţhāna-sutta il termine sati significa "ricordare i dharma", per cui si può vedere la vera natura dei fenomeni. Secondo Rupert Gethin:
Sharf osserva inoltre che questo ha poco a che fare con la "nuda attenzione", la popolare interpretazione contemporanea di sati, "poiché comporta, tra le altre cose, la giusta discriminazione della valenza morale dei fenomeni in cui si presentano". Secondo Paul Williams, riferendosi a quanto sostenuto da Erich Frauwallner, la consapevolezza ha fornito la via alla liberazione, "osservando costantemente l'esperienza sensoriale per impedire l'insorgere di desideri che avrebbero potuto sperimentare l'esperienza futura in rinascita".